# Assedio di Asola

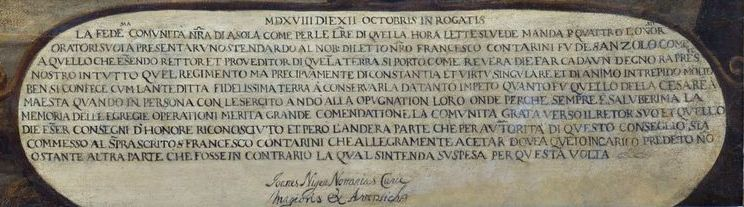
Cartiglio

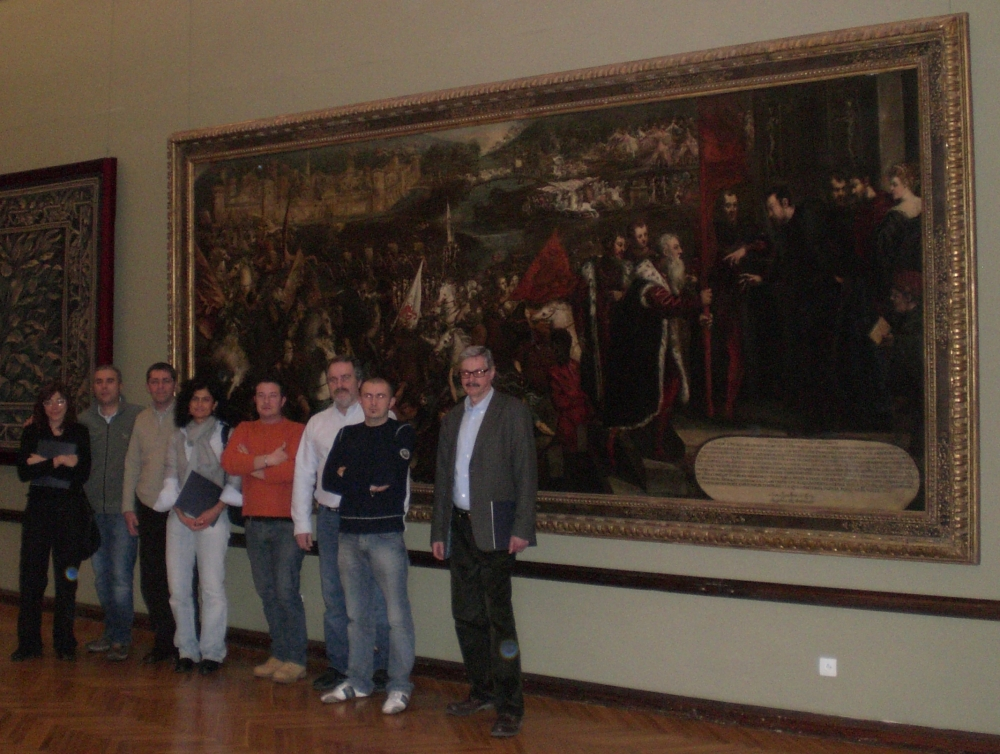
La delegazione asolana a Poznań, durante la visita ufficiale del 6 marzo 2009.

L'assedio di Asola, conosciuto anche come Battaglia di Asola, è un dipinto a olio su tela (197x467,5 cm) realizzato nel 1544-1545 da Jacopo Tintoretto.

## Storia
L'8 luglio 2014 è stato venduto all'asta da Christie's per quasi 2 milioni di dollari ad un anonimo collezionista.

### Proprietari
- Collezione Palazzo Giovanelli - Venezia
- Collezione Contini Bonacossi - Firenze
- Dal 1969 al 1982 Collezione Stanley Moss - New York
- Dal 1982 al 1999 Collezione Barbara Piasecka Johnson - Princeton
- Dal 1999 al 2014 Fondazione Barbara Piasecka Johnson - Danzica
- Dal 2014 Collezione privata

### Esposizioni
- New York, Brooklyn Museum, dal 06.12.1983 al 21.04.1989
- Poznań, Muzeum Narodowe, dal 2002 al 2014

### Copia dell'Assedio
La comunità di Asola, pur conoscendo l'esistenza del dipinto, ne aveva perse le tracce negli anni sessanta quando ancora si trovava a Firenze, e solo nel dicembre del 2008, grazie a delle ricerche effettuate da alcuni soci della Pro Loco di Asola, è riuscita a ritrovarlo a Poznań in Polonia.
Il 6 marzo 2009 una delegazione del Comune e della Pro Loco si è recata a Poznań in visita ufficiale, ed ha ottenuto la concessione a riprodurre l'opera da parte della Fondazione Barbara Piasecka Johnson, a suo tempo proprietaria del quadro.
Il 16 maggio 2009 in occasione della presentazione al pubblico dei nuovi spazi di Palazzo Monte Pegni (sede del Museo "Goffredo Bellini"), viene esposta in maniera definitiva la riproduzione del quadro in scala 1:1 donata dalla Pro Loco al museo ed alla comunità di Asola.

## Descrizione
La tela fonde due scene: dalla sinistra e fin oltre la metà del quadro è rappresentato in primo piano uno scontro tra cavalieri, fatto realmente accaduto, che illustra la sortita degli asolani, assediati, dal 16 al 19 marzo 1516, dalle armate condotte personalmente dall'imperatore Massimiliano I; nel groviglio di uomini e cavalli, spicca il vessillo con il leone rampante di Asola, mentre la fortezza turrita compare sullo sfondo; a destra della composizione è invece raffigurato, con l'inequivocabile cartiglio, l'omaggio tributato dalla comunità asolana al provveditore Francesco Contarini, il nobile veneziano che seppe organizzare così bene la difesa della piazzaforte da costringere gli imperiali ad abbandonare l'impresa.
L'assedio di Asola del 1516 è menzionato dagli storici Marin Sanudo, Francesco Guicciardini e Ludovico Mangini.